# Louise Leiris
Louise Leiris, née Louise Alexandrine Godon le 22 janvier 1902 et morte le 24 septembre 1988, est une galeriste française.

## Biographie
Louise Godon naît en 1902 dans une famille berrichonne. Fille naturelle de Léontine  Alexandrine Godon, dite Lucie (1882-1945), sa mère la fait passer pour sa sœur, et le secret sera conservé jusqu'après la mort de Michel Leiris en 1990. Elle est confiée à ses grands-parents et à sa tante Jeanne qui vivent à Sancerre, dans le Cher, où elle passe pour la cinquième des filles Godon, sa mère étant l'aînée. Sa tante Berthe (1893-1984) épousera le peintre Élie Lascaux.
En 1904, Lucie fait la connaissance de Daniel-Henry Kahnweiler (1884-1979), dont elle partage la vie avant de l'épouser en 1919, et qu'elle soutient activement pour l'ouverture de sa galerie d'art en février 1907. Grâce à ce mariage, Louise (Zette pour ses proches) entre très jeune dans le cercle des galeristes.
C'est dans le cadre de son travail à la galerie qu'elle côtoie des peintres tels que Pablo Picasso (ils deviennent de grands amis), Juan Gris, Fernand Léger, ou un sculpteur comme Henri Laurens, ainsi que des poètes et des écrivains, dont Michel Leiris (1901-1990), qu'elle épouse le 2 février 1926.
Durant l'Occupation, Kahnweiler, menacé en tant que juif, se réfugie avec une partie de sa famille dans le Limousin. Elle achète alors la galerie, qui prend son nom (Galerie Louise Leiris), afin de la sauver de la saisie par les occupants allemands, et soutiendra de nouveaux artistes, comme Eugène de Kermadec ou Yves Rouvre.
L'ethnologue Deborah Lifchitz trouve refuge chez Louise et Michel Leiris, rue Eugène-Poubelle, au printemps 1941, avant d'être arrêtée le 21 février 1942 et déportée à Auschwitz.
A la fin de l'Occupation, Kahnweiler, veuf, vient vivre avec le couple au quai des Grands-Augustins. Il reprend officieusement la direction de la galerie. En 1956, Louise et lui engagent Maurice Jardot comme collaborateur, puis directeur jusqu'en 1996,.
En novembre 1984, Louise et Michel Leiris font don au musée national d'art moderne (Centre Pompidou-Paris) de leur collection de peintures et sculptures, plus de deux cent cinquante œuvres (de Picasso, Braque, Vlaminck, Derain, Gris, Miró, Ernst, Masson, Giacometti, Klee, Bacon, etc.), ainsi que d'« objets » africains, américains et océaniens.
Louise Leiris meurt à la clinique Hartmann de Neuilly-sur-Seine le 24 septembre 1988.